# Jiří Magál
Jiří Magál, född den 11 april 1977 i Chrudim i dåvarande Tjeckoslovakien, är en tjeckisk längdåkare som tävlat i världscupen sedan 1999.
Vid Olympiska vinterspelen 2010 körde han tredje sträckan i det tjeckiska stafettlaget på 4 x 10 kilometer. Laget som i övrigt bestod av Lukáš Bauer, Martin Jaks och Martin Koukal slutade trea bakom Sverige och Norge.